# Telioneura brevipennis
Telioneura brevipennis là một loài bướm đêm thuộc phân họ Arctiinae, họ Erebidae.